# 罗伯特·卡恩
羅伯特·艾略特·卡恩（英語：Robert Elliot Kahn，1938年12月23日—），美國電氣工程師，與文頓·瑟夫一起發明了傳輸控制協定（TCP）和網際網路協定（IP），這兩個協議成為網際網路核心通信協議的基礎。这也意味着互联网世界有了统一的“语言”，其发明被认为是全球互联网诞生的标志。